# Antônio Rinaldo Gonçalves
Antônio Rinaldo Gonçalves (Campina Grande, 31 ottobre 1966) è un ex calciatore brasiliano, di ruolo attaccante.